# Attonda nigriplaga
Attonda nigriplaga är en fjärilsart som beskrevs av Bethune-Baker 1906. Attonda nigriplaga ingår i släktet Attonda och familjen nattflyn. Inga underarter finns listade i Catalogue of Life.